# Woki mit deim Popo
«Woki mit deim Popo» — пісня австрійського гурту «Trackshittaz», з якою він представляв Австрію на пісенному конкурсі Євробачення 2012 в Баку. За результатами першого півфіналу, який відбувся 22 травня 2012 року, композиція не пройшла до фіналу.

## Чарти
| Чарти (2012)                | Найвища позиція |
| --------------------------- | --------------- |
| Австрія (Ö3 Austria Top 75) | 38              |